# Musashi Mizushima
Musashi Mizushima (水島武蔵?, Mizushima Musashi; Tokyo, 10 settembre 1964) è un ex calciatore giapponese, di ruolo centrocampista. Fu una delle fonti di ispirazione per il fumettista Yōichi Takahashi nell'ideazione del celeberrimo manga Capitan Tsubasa - Holly e Benji.

## Caratteristiche tecniche
Nelle giovanili del San Paolo venne spostato dal ruolo di ala a centrocampista centrale. Il verdeoro Edvaldo Oliveira Chaves affermò che Mizushima era molto abile con la palla, al pari di un vero brasiliano.

## Carriera

### Calciatore
Cresce nello Shimizu FC finché nel novembre 1974 viene notato da Pelé (giunto a Shizuoka per aprire una scuola calcio), che consiglia ai genitori del ragazzo, Atsushi ed Eiko, di trasferirsi in Brasile per permettere al giovane talento di aprirsi una strada nel grande calcio. Nei primi mesi del 1975 Mizushima si trasferisce con l'intera famiglia a Santos, ma il Santos all'epoca non gestisce formazioni giovanili categoria esordienti , così il bambino viene provinato dal San Paolo, e viene ufficialmente ingaggiato il 10 aprile 1975 dai paulisti. Questo fa di lui il primo giocatore giapponese ad essere ingaggiato da una squadra brasiliana, dandogli grande notorietà nel suo paese natale. La TV Asahi manda periodicamente in onda aggiornamenti sul giovane calciatore, che firma anche il suo primo contratto di sponsorizzazione con l'azienda giapponese produttrice di macchine fotografiche Yashica.
Le vicende di Mizushima ispirarono il fumettista Yōichi Takahashi per la creazione del manga Capitan Tsubasa - Holly e Benji, pubblicato per la prima volta nel 1981.
Alla fine del 1984 Mizushima entra a far parte della prima squadra paulista. Nello stesso anno diviene testimonial dalla Mizuno, azienda giapponese specializzata nell'abbigliamento sportivo e contribuisce all'ideazione del modello scarpa da calcio "Mizuno Morelia". Poco dopo viene anche scelto come uomo immagine della tecnologica Panafacom.  
Nel 1985 inizia il processo di nazionalizzazione per poter permettere all'allenatore Cilinho di poterlo schierare in prima squadra. Utilizzato solo in due partite ufficiali, vince il Campionato Paulista.
Nel 1986 passa in prestito ai cadetti del São Bento. Grazie alle buone prestazioni e alla discreta vena realizzativa con il club di Sorocaba, l'anno dopo torna in massima serie dal Portuguesa.
Nel 1988 passa infine al Santos, grazie anche al benestare di Pelé, ma non entusiasma i dirigenti bianconeri, e per 15.000 nuovi cruzado decide di auto svincolarsi e di tornare nel suo paese d'origine.
Nel 1989 firma per l'Hitachi, con cui però retrocede nella serie cadetta dopo il dodicesimo ed ultimo posto nella Japan Soccer League 1989-1990. La permanenza in cadetteria dura un solo anno grazie alla vittoria della seconda divisione nella Japan Soccer League 1990-1991. Nel 1991 passa all'All Nippon Airways, con cui ottiene l'ottavo posto nella Japan Soccer League 1991-1992. 
Nell'autunno 1992 con la Yokohama Flügels, partecipa alla fase finale della Coppa J.League 1992, neonata competizione che fa da apripista alla professionistica J. League, a cui però Mizushima non prende parte, essendosi ufficialmente ritirato dal calcio giocato a fine anno a causa di un infortunio al crociato.

### Allenatore
Nel 2014 allenò il Fujieda MYFC, club militante nella terza serie nipponica, ottenendo l'undicesimo posto nella J3 League 2014. Nel 2019, collaborando con la JFA, affianca l'uzbeko Usmon Toshev, commissario tecnico del Tagikistan, in uno stage tenuto dalla nazionale centro asiatica in Brasile.

## Palmarès

### Club
- Campionato paulista: 1

San Paolo: 1985
- JSL 2: 1

Hitachi: 1990-1991